# Fast and Secure Protocol
Das Fast and Secure Protocol (FASP) (zu dt. schnelles und sicheres Protokoll) ist ein für den Datenverkehr optimiertes Netzwerkprotokoll, das von dem kalifornischen Unternehmen Aspera Inc. entwickelt wurde.
Ähnlich wie das verbindungslose UDP erwartet FASP keine Rückmeldung zu jedem versendeten Paket. Nur die als verloren gekennzeichneten Pakete müssen vom Empfänger neu angefordert werden. Dadurch erleidet es durch große Latenz und Paketverluste keine so gravierenden Durchsatzeinbussen wie das TCP-Protokoll.
Große Unternehmen wie IBM und andere nutzen das Protokoll in unterschiedlichen Bereichen. Auch Amazon möchte das Protokoll für den Upload in Rechenzentren einsetzen.

## Sicherheit
Das FASP-Protokoll besitzt integrierte Sicherheitsmechanismen, welche die Übertragungsgeschwindigkeit nicht beeinflussen. Die verwendeten Verschlüsselungsalgorithmen basieren ausschließlich auf offenen Standards. Vor der Übertragung wird für die Authentifizierung der Teilnehmer SSH zum Schlüsselaustausch eingesetzt. Diese zufallsgenerierten Einwegschlüssel werden am Ende der Übertragung verworfen.
Die Daten werden direkt vor dem Versenden und nach Empfangen mit AES-128 ver- bzw. entschlüsselt. Um Angriffen durch Beobachtung der verschlüsselten Information bei langen Übertragungen entgegenzuwirken, wird AES im Cipher Feedback Mode mit einem geheimen Initialisierungsvektor für jeden Block betrieben. Zusätzlich findet eine Integritätskontrolle jedes Datenblocks statt, wobei z. B. ein Man-in-the-middle-Angriff auffallen würde.